# Педиатрия
Педиатрията (на старогръцки: παιδιατρική [τέχνη], „[изкуство на] детски лекар“, от παῖς „дете“ и ἰατρός „лекар“) е дял от медицината, който се занимава с проследяване на физическото и нервно-психическо развитие на детския организъм, диагностика и лечение на детски заболявания. Възрастовата граница на децата е от 0 до 18 г.